# Bangerz Tour DVD
Bangerz Tour DVD  è un dvd della cantante statunitense  Miley Cyrus.  Esso mostra lo show e il backsatge del Bangerz Tour, il suo quarto tour, fatto per promuovere l'album  Bangerz (2013).
Per realizzare il dvd è stata utilizzata la data di Barcellona, del 13 giugno 2014.

## Successo commerciale
Il dvd è stato un successo commerciale, vendendo 30 000 copie solo negli Stati Uniti, ed è stato certificato disco di platino.

## Tracce
Nel DVD sono presenti tutti i brani eseguiti durante il tour tranne My Darlin' e 23.
1. SMS
2. 4x4
3. Love Money Party
4. Maybe You're Right
5. FU
6. Do My Thang
7. Get It Right
8. Can't Be Tamed
9. Adore You
10. Lucy In The Sky With Diamonds
11. Drive
12. Rooting For My Baby
13. Hey Ya
14. Jolene
15. On My Own
16. Someone Else
17. We Can't Stop
18. Wrecking Ball
19. Party in the U.S.A.